# جيف فراي
جيف فراي (بالإنجليزية: Jeff Frye) هو لاعب كرة قاعدة أمريكي، ولد في 31 أغسطس 1966 في أوكلاند في الولايات المتحدة.

## وصلات خارجية
- جيف فراي على موقعبيزبول رفرنس.كوم (الدوري الرئيسي) (الإنجليزية)
- جيف فراي على موقعبيزبول رفرنس.كوم (الدوري الثانوي) (الإنجليزية)
- جيف فراي على موقع مشجعي الرسوم البيانية (الإنجليزية)